# Haïti op de Olympische Zomerspelen 2008
Haïti nam deel aan de Olympische Zomerspelen 2008 in Peking, China.
Haïti debuteerde op de Zomerspelen in 1900 en deed in 2008 voor de veertiende keer mee. Haïti won op eerdere Zomerspelen twee medailles. De twee medailles werden in de schietsport en de atletiek behaald. In 1924 veroverde het schietteam de bronzen medaille op het onderdeel vrij geweer. De eerste individuele-medaillewinnaar was Silvio Cator, die zilver veroverde bij het verspringen.

## Deelnemers en resultaten

### Atletiek
| Olympiër              | Discipline      | Resultaat | Prestatie                                          |
| --------------------- | --------------- | --------- | -------------------------------------------------- |
| Dudley Dorival        | 110m horden (m) | 25e       | serie 3: 7de in 13,78 kwartfinale 3: 7de in 13,71  |
|                       |                 |           |                                                    |
| Barbara Pierre        | 100m (v)        | 31e       | serie 10: 4de in 11,52 kwartfinale 5: 5de in 11,56 |
| Ginou Etienne         | 400m (v)        | 41e       | serie 3: 5de in 53,92                              |
| Nadine Faustin-Parker | 100m horden (v) | 25e       | serie 5: 6de in 13,25                              |

### Boksen
| Olympiër       | Discipline | Resultaat | Prestatie                        |
| -------------- | ---------- | --------- | -------------------------------- |
| Azea Augustama | -81kg (m)  | 17e       | 1ste ronde: V van BRA Silva: 2-6 |

### Judo
| Olympiër           | Discipline | Resultaat | Prestatie                               |
| ------------------ | ---------- | --------- | --------------------------------------- |
| Joel Brutus        | +100kg (m) | 33e       | 1ste ronde: V van KOR Kim: ippon        |
|                    |            |           |                                         |
| Ange Jean Baptiste | -57kg (v)  | 19e       | 1ste ronde: V van CUB Lupetey: waza-ari |

Afghanistan · Albanië · Algerije · Amerikaanse Maagdeneilanden · Amerikaans-Samoa · Andorra · Angola · Antigua en Barbuda · Argentinië · Armenië · Aruba · Australië · Azerbeidzjan · Bahama's · Bahrein · Bangladesh · Barbados · België · Belize · Benin · Bermuda · Bhutan · Bolivia · Bosnië en Herzegovina · Botswana · Brazilië · Britse Maagdeneilanden · Bulgarije · Burkina Faso · Burundi · Cambodja · Canada · Centraal-Afrikaanse Republiek · Chili · China · Chinees Taipei · Colombia · Comoren · Congo-Brazzaville · Congo-Kinshasa · Cookeilanden · Costa Rica · Cuba · Cyprus · Denemarken · Djibouti · Dominica · Dominicaanse Republiek · Duitsland · Ecuador · Egypte · El Salvador · Equatoriaal-Guinea · Eritrea · Estland · Ethiopië · Fiji · Filipijnen · Finland · Frankrijk · Gabon · Gambia · Georgië · Ghana · Grenada · Griekenland · Groot-Brittannië · Guam · Guatemala · Guinee · Guinee‑Bissau · Guyana · Haïti · Honduras · Hongarije · Hongkong · Ierland · IJsland · India · Indonesië · Irak · Iran · Israël · Italië · Ivoorkust · Jamaica · Japan · Jemen · Jordanië · Kaaimaneilanden · Kaapverdië · Kameroen · Kazachstan · Kenia · Kirgizië · Kiribati · Koeweit · Kroatië · Laos · Lesotho · Letland · Libanon · Liberia · Libië · Liechtenstein · Litouwen · Luxemburg · Macedonië · Madagaskar · Malawi · Malediven · Maleisië · Mali · Malta · Marshalleilanden · Marokko · Mauritanië · Mauritius · Mexico · Micronesië · Moldavië · Monaco · Mongolië · Montenegro · Mozambique · Myanmar · Namibië · Nauru · Nederland · Nederlandse Antillen · Nepal · Nicaragua · Nieuw-Zeeland · Niger · Nigeria · Noord-Korea · Noorwegen · Oeganda · Oekraïne · Oezbekistan · Oman · Oostenrijk · Oost‑Timor · Pakistan · Palau · Palestina · Panama · Papoea-Nieuw-Guinea · Paraguay · Peru · Polen · Portugal · Puerto Rico · Qatar · Roemenië · Rusland · Rwanda · Saint Kitts en Nevis · Saint Lucia · Saint Vincent en Grenadines · Salomonseilanden · Samoa · San Marino · Sao Tomé en Principe · Saoedi-Arabië · Senegal · Servië · Seychellen · Sierra Leone · Singapore · Slovenië · Slowakije · Soedan · Somalië · Spanje · Sri Lanka · Suriname · Swaziland · Syrië · Tadzjikistan · Tanzania · Thailand · Togo · Tonga · Trinidad en Tobago · Tsjaad · Tsjechië · Tunesië · Turkije · Turkmenistan · Tuvalu · Uruguay · Vanuatu · Venezuela · Verenigde Arabische Emiraten · Verenigde Staten · Vietnam · Wit-Rusland · Zambia · Zimbabwe · Zuid-Afrika · Zuid-Korea · Zweden · Zwitserland
Uitgesloten van deelname: Brunei